# 4432 McGraw-Hill
McGraw-Hill (asteróide 4432) é um asteróide da cintura principal, a 1,873176 UA. Possui uma excentricidade de 0,2147442 e um período orbital de 1 345,67 dias (3,68 anos).
McGraw-Hill tem uma velocidade orbital média de 19,28452846 km/s e uma inclinação de 0,4612º.
Este asteróide foi descoberto em 2 de Março de 1981 por Schelte J. Bus.